# Opération 118 318, sévices clients
 (juin 2018).
Pour plus de détails, voir Fiche technique et Distribution.
Opération 118 318, sévices clients est un film français réalisé par Julien Baillargeon, sorti en 2010.

## Synopsis
Mathieu est un jeune banquier d'affaires, envoyé en urgence dans un département rural d'Auvergne pour tenter de sauver le centre d'appels d'une société de crédit à la consommation qui se trouve être une filiale de la banque qui l'emploie.

## Fiche technique
- Scénario : David Azencot, Daive Cohen, Manuel Jacquinet
- Durée : 88 minutes
- Pays :  France
- Date de sortie :  France : 17 novembre 2010

## Distribution
- Bruno Hausler : Mathieu Polivennes
- Booder : Kader Belkacem
- Lionnel Astier : Segondas
- Bernard Auguste Koueno : Koulibali
- David Azencot : Agent Locacar
- Djiby Badiane : Noël Pôle Emploi
- Caroline Bal : Mme Spitakis
- Dominique Bathenay : lui-même
- Jackie Berroyer : Agent Pôle Emploi
- Anouk Feral : Florence Jarry
- Francis Coffinet : Jacques Leandri
- Céline Duhamel : Christiane, la superviseuse
- Sandrine Le Berre : Myriam
- Alexandre Steiger : Jean-Jean
- Maxime Poisot Gnana : Singh
- Silvie Lachat : Patronne de l'hôtel
- Nicolas Carpentier : Victor
- Douceline Derreal : Hôtesse aéroport
- Rachid de France : Baltard, l'inspecteur du travail
- Maxime Poisot : Singh
- Amandine de la Richardière : Marjorie Garcia
- Alexandre Tsuk : Jean-Pierre
- El Razzougui : Mohammed Benami
- Cécile Marouani : Linda Lantier

## Diffusion
Le film, premier long métrage du réalisateur Julien Baillargeon et des acteurs principaux Bruno Hausler et Anouk Féral, a été produit et coécrit par Manuel Jacquinet, producteur délégué de 118 productions, qui a fondé et dirigé d'une société de conseil spécialisée sur le secteur des centres d'appels et conseillé Jean-Louis Borloo sur ce secteur en 2004.
Le film a connu une distribution réduite à 35 salles, notamment en raison d'un procès entre 118 productions et le distributeur initialement retenu Artedis, dont le mandat a été dénoncé par le producteur. En sus, la société de renseignements téléphoniques 118 218 a attaqué 118 productions, contestant l’utilisation de la marque 118 218, avant de finalement trouver un accord avec la société de production juste avant la sortie officielle du DVD du film, qui peut donc conserver son nom.